# Villestro
Villestro (llamada oficialmente Santa María de Villestro) es una parroquia española del municipio de Santiago de Compostela, en la provincia de La Coruña, Galicia.

## Entidades de población
Entidades de población que forman parte de la parroquia:
- Carballal
- Carlexo
- Feáns
- Frais[5] (Fraíz)
- Pedrido
- Piñeiro
- Portela
- Quintáns
- Reborido
- Roxos
- Silvouta
- Tras Iglesia[6] (Tras Igrexa)
- Vilastrexe

## Demografía
| Gráfica de evolución demográfica de Villestro entre 2000 y 2019 |
|                                                                 |
| Datos según el nomenclátor publicado por el INE.                |